# Cystidia interruptaria
Cystidia interruptaria är en fjärilsart som beskrevs av Felder 1862. Cystidia interruptaria ingår i släktet Cystidia och familjen mätare. Inga underarter finns listade i Catalogue of Life.